# II. Übergangsregierung Osttimors
Die II. Übergangsregierung Osttimors (II UNTAET Transitional Government) war die zweite von den Vereinten Nationen eingesetzte Regierung Osttimors, die von 2001 bis zur Entlassung Osttimors in die Unabhängigkeit 2002 die Regierungsgewalt übernahm.

## Geschichte

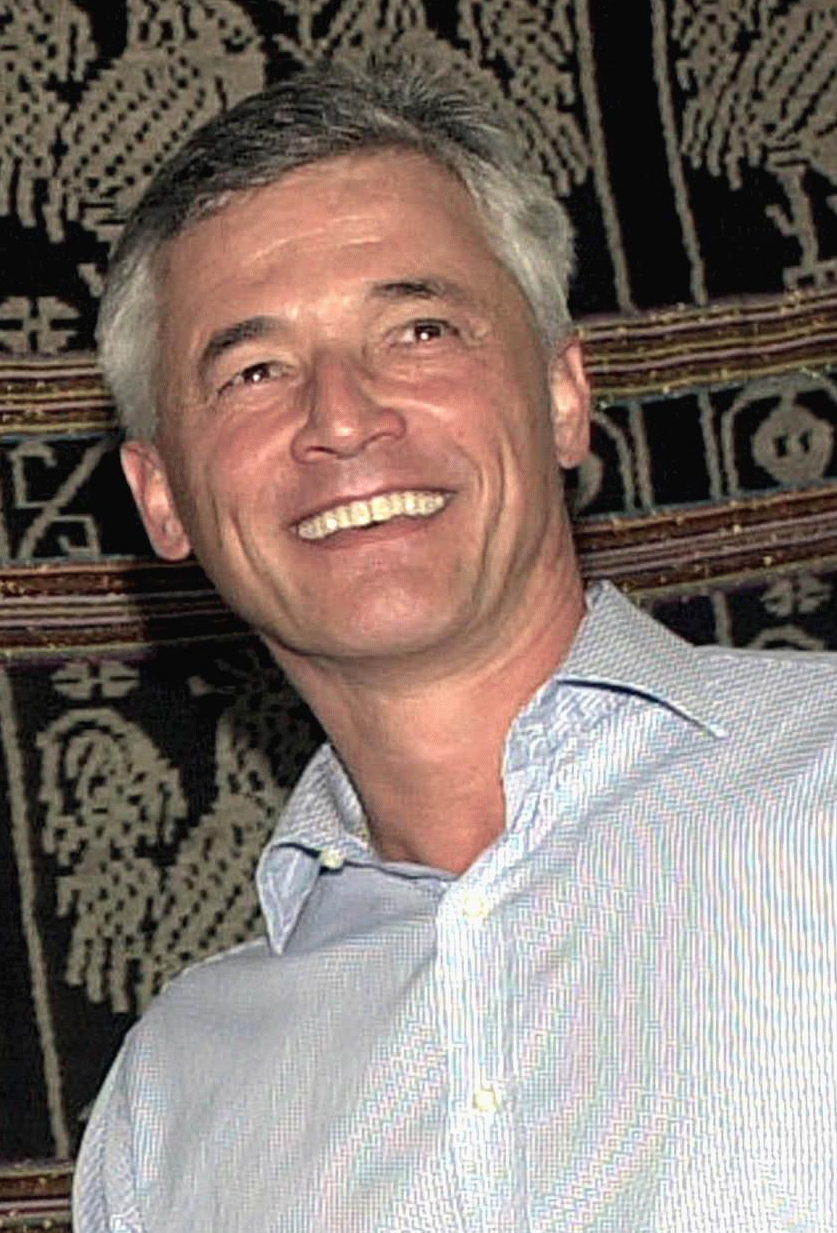
Sérgio Vieira de Mello (2002)

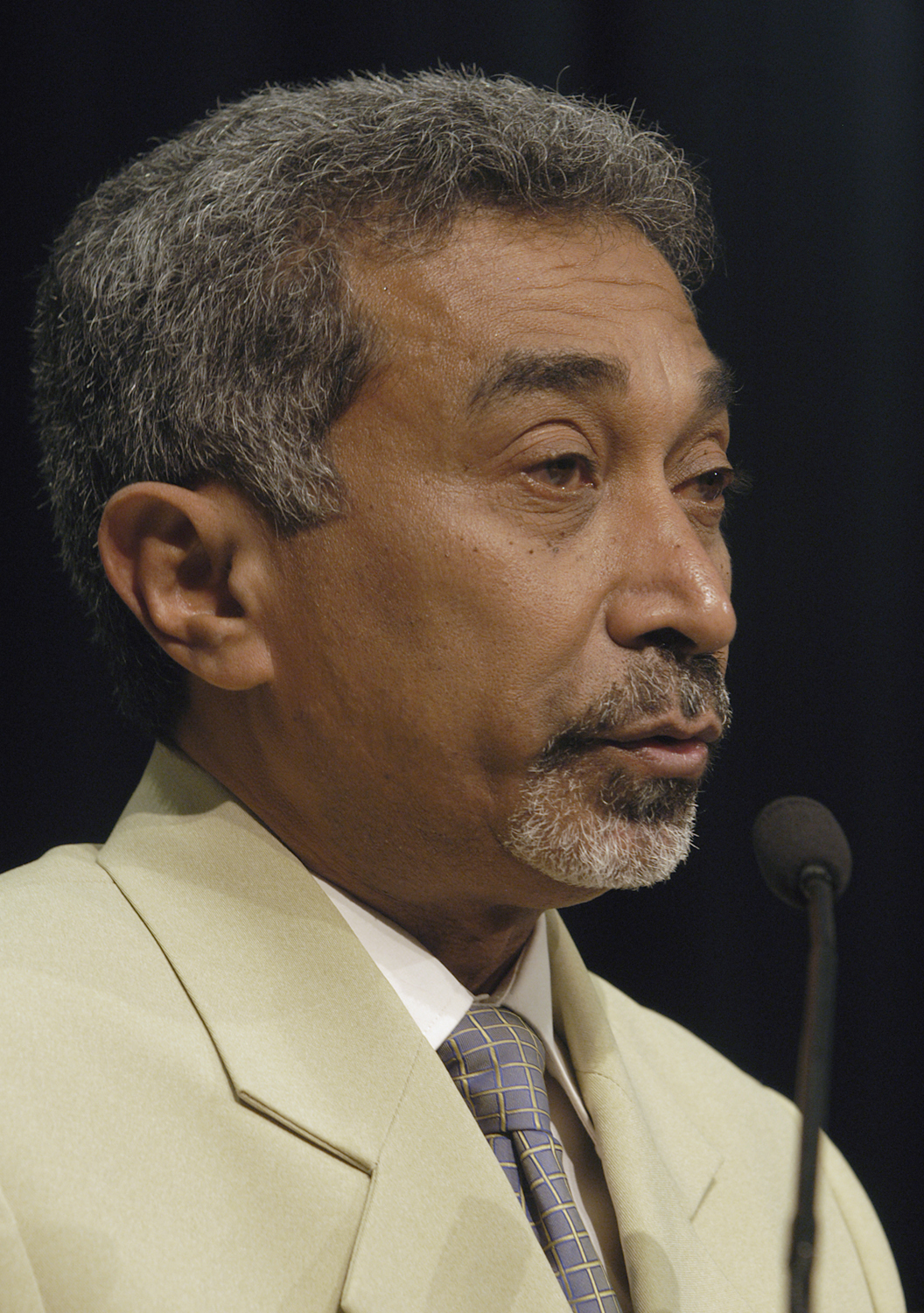
Chefminister Marí Alkatiri (2001)

Osttimor stand nach dem Ende der indonesischen Besetzung 1999 unter der Übergangsverwaltung der Vereinten Nationen (UNTAET).
Bei den Wahlen zur verfassunggebenden Versammlung am 30. August 2001 hatte die FRETILIN die absolute Mehrheit gewonnen. Daher erhielt FRETILIN-Generalsekretär Mari Alkatiri den Posten des Chefministers in der Übergangsregierung unter dem UN-Sonderbeauftragten für Osttimor Sérgio Vieira de Mello. Finanzministerin Fernanda Borges trat 2002 von ihrem Amt zurück. Ihr folgte am 30. April Madalena Boavida (FRETILIN).

## Mitglieder der Regierung
| II. Übergangsregierung 20. September 2001 - 19. Mai 2002 | |
| Name                                                     | Posten |
| Sérgio Vieira de Mello (UN)                              | Administrator |
| Mari Alkatiri (FRETILIN)                                 | Chefminister und Minister für Wirtschaft und Entwicklung                                                         |
| António da Conceição (PD)                                | Berater zur Entwicklung der Planungskommission                                                                   |
| Maria Micató Domingas Fernandes Alves (parteilos)        | Beraterin für die Gleichstellung der Geschlechter                                                                |
| Isabel da Costa Ferreira (parteilos, ehemals UDT)        | Beraterin für Menschenrechte                                                                                     |
| Emília Pires (parteilos)                                 | Sekretärin der Kommission zur Planung der Übergangsregierung                                                     |
| Mariano José Lopes da Cruz (parteilos)                   | Generalinspekteur der Übergangsregierung                                                                         |
| Minister                                                 | |
| Estanislau da Silva (FRETILIN)                           | Minister für Landwirtschaft und Fischerei                                                                        |
| Armindo Maia (parteilos)                                 | Minister für Bildung, Kultur und Jugend                                                                          |
| Ovídio de Jesus Amaral (FRETILIN)                        | Minister für Verkehr und Kommunikation                                                                           |
| César Vital Moreira (FRETILIN)                           | Minister für Wasser und staatliche Bauvorhaben                                                                   |
| Rui Maria de Araújo (parteilos)                          | Minister für Gesundheit                                                                                          |
| Antoninho Bianco (FRETILIN)                              | Minister für Innere Verwaltung                                                                                   |
| Fernanda Mesquita Borges (parteilos)                     | Ministerin für Finanzen                                                                                          |
| Maria Madalena Brites Boavida (FRETILIN)                 | Ministerin für Finanzen nach Rücktritt von Fernanda Borges                                                       |
| Ana Pessoa Pinto (FRETILIN)                              | Ministerin für Justiz                                                                                            |
| José Ramos-Horta (parteilos)                             | Minister für Äußeres und Kooperation                                                                             |
| Vizeminister                                             | |
| Roque Félix de Jesus Rodrigues (parteilos)               | Vizeminister für Bildung, Kultur, Jugend und Sport. Ab 30. April 2002 zusätzlich Staatssekretär für Verteidigung |
| João Soares Martins (PD)                                 | Vizeminister für Gesundheit                                                                                      |
| Ilda Maria da Conceição (parteilos)                      | Vizeministerin für Innere Verwaltung                                                                             |
| Arlindo Rangel da Cruz (FRETILIN)                        | Vizeminister für Finanzen                                                                                        |
| Domingos Maria Sarmento (FRETILIN)                       | Vizeminister für Justiz                                                                                          |
| Jorge da Conceição Teme (FRETILIN)                       | Vizeminister für Äußeres und Kooperation                                                                         |
| Fernando de Araújo (PD)                                  | Vizeminister für Äußeres und Kooperation                                                                         |
| Staatssekretäre                                          | |
| Egídio de Jesus (FRETILIN)                               | Staatssekretär für Natürliche Ressourcen und Mineralien                                                          |
| Gregório José da Conceição Ferreira de Sousa (FRETILIN)  | Staatssekretär für den Ministerrat                                                                               |
| Arsénio Paixão Bano (parteilos)                          | Staatssekretär für Arbeit und Solidarität                                                                        |